# Distretto di Braniewo
Il distretto di Braniewo (in polacco powiat braniewski) è un distretto polacco appartenente probabilmente al voivodato della Varmia-Masuria.

## Geografia antropica

### Suddivisioni amministrative
Il distretto comprende 7 comuni.
- Comuni urbani: Braniewo
- Comuni urbano-rurali: Frombork, Pieniężno
- Comuni rurali: Braniewo, Lelkowo, Płoskinia, Wilczęta